# کریسی کاستانزا
کریسی کاستانزا (به انگلیسی: Chrissy Costanza) (زاده ۲۳ اوت ۱۹۹۵) خواننده و ترانه‌سرا آمریکایی است.